# Nikola Parshanov
Nikola Tachev Parchanov (Pleven, 19 de junho de 1930 - 26 de outubro de 2014) foi um futebolista profissional búlgaro, que atuava como goleiro.

## Carreira
Nikola Parshanov fez parte do elenco da Seleção Búlgara na Copa do Mundo de 1962. 